# 武邑光裕

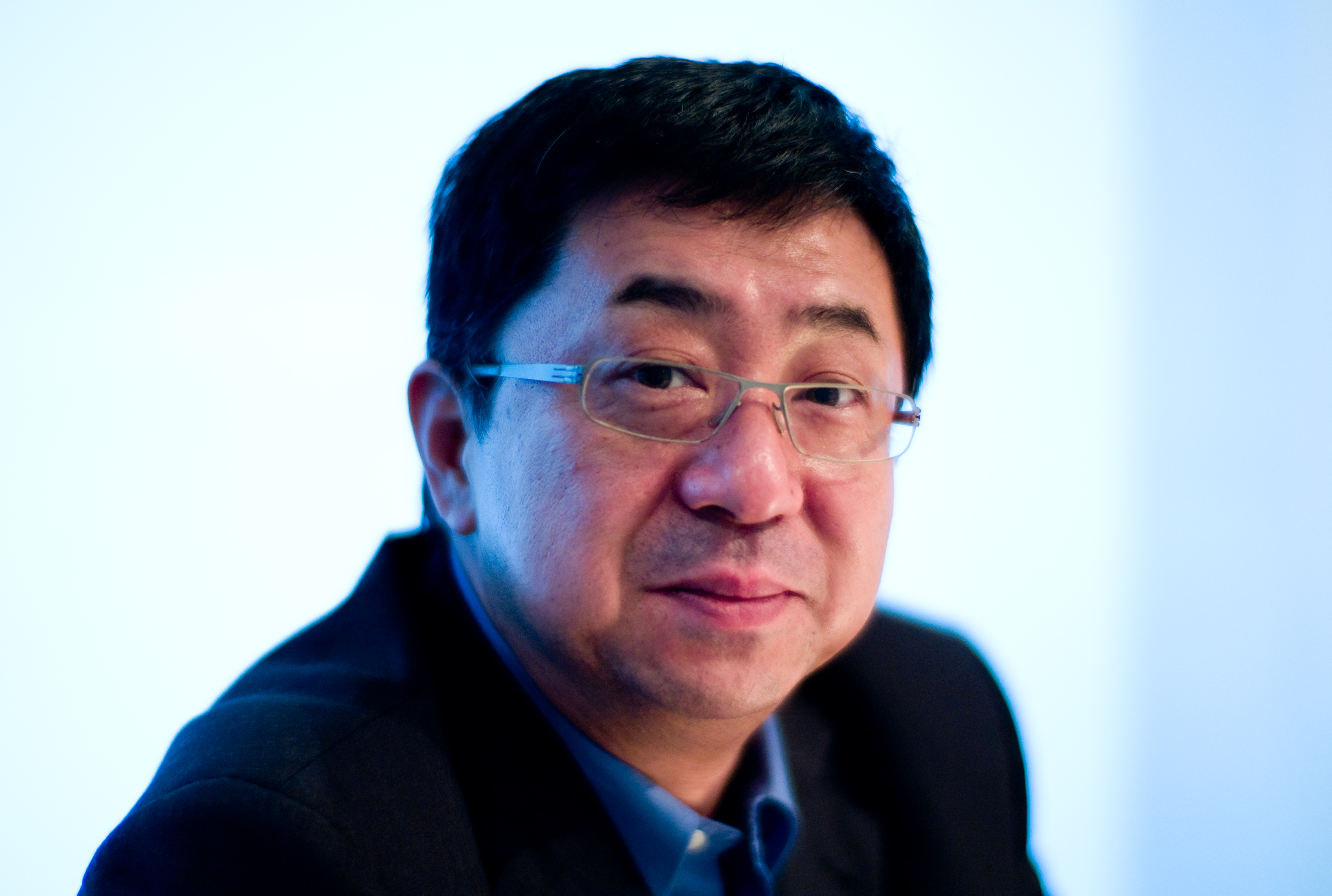
武邑光裕

武邑 光裕（たけむら みつひろ、1954年 - ）は、日本の美学者、メディア美学者。
札幌市立大学デザイン学部 教授。同大学図書館長を歴任。

## 来歴
東京生まれ。1976年日本大学芸術学部文芸学科卒業、1978年同大学院芸術研究所修了。日本大学芸術学部専任講師、京都造形芸術大学情報デザイン学科助教授、同メディア美学研究センター所長、東京大学大学院新領域創成科学研究科メディア環境学分野助教授、札幌市立大学設置準備室教学研究担当部長を経て、2006年より現職。 
浅田彰・伊藤俊治・彦坂裕とともにNTT出版の雑誌『インターコミュニケーション』の責任編集を長く務めた。

## 著書

### 単著
- 『ニューヨーク・カルチャー・マップ』（群雄社出版） 1983
- 『サイバー・メディアの銀河系　映像走査論』（フィルムアート社） 1988
- 『メディア・エクスタシー　情報生態系と美学』（青土社） 1992
- 『デジタル・ジャパネスク　マルチメディア社会の感性革命』（NTT出版） 1996
- 『メディアの遺伝子　デジタル・ゲノムの行方』（昭和堂） 1998
- 『記憶のゆくたて　デジタル・アーカイヴの文化経済』（東京大学出版会） 2003
- 『さよなら、インターネット　GDPRはネットとデータをどう変えるのか』（ダイヤモンド社） 2018年
- 『ベルリン・都市・未来』（太田出版）2018
- 『プライバシー・パラドックス　データ監視社会と「わたし」の再発明』（黒鳥社）2020
- 『Outlying　僻遠の文化史』（rn press）2024

### 共編・共著
- 『GS たのしい知識』vol. 5 電視進化論（浅田彰との共編、冬樹社） 1987
- 『GS たのしい知識』vol. 6 トランスアメリカ／トランスアトランティック（生井英孝、伊藤俊治、石井康史、今福龍太、管啓次郎、旦敬介との共編、冬樹社） 1987
- 『GS たのしい知識』vol. 7 神国／日本（赤坂憲雄、四方田犬彦との共編、冬樹社） 1988
- 『ポスト・メディア論』（粉川哲夫、上野俊哉、今福龍太との共著、洋泉社）  1992
- 『インターネット7日間の旅　バーチャルに体験する情報スーパーハイウェイ』（伊藤穣一との共著、日経BP出版センター） 1994
- 『原典メディア環境』（月尾嘉男、浜野保樹との共編、東京大学出版会） 2001

### 翻訳
- 『グルジェフ・ワーク　生涯と思想』（K・R・スピース、平河出版社） 1982
- 『コスミック・トリガー　イリュミナティ最後の秘密』（ロバート・アントン・ウィルソン、八幡書店） 1994

## 受賞歴
- 著書「記憶のゆくたて」で第19回 電気通信普及財団テレコム社会科学賞を受賞。
- 平成19年度 北海道総合通信局長賞 受賞（地域文化の創造資本形成と地域映像コンテンツ流通研究の功績に対して）

## テレビ出演
- 『Earthshot 世界を変える起業家たち』（BSテレ東、2021年10月 - 2022年3月）

## 関連人物
- 高城剛
- 水口哲也